# Hørsholm Klædefabrik
Hørsholm Klædefabrik var en dansk tekstilfabrik, der var beliggende i Hørsholm. Den ældste del af bygningerne beliggende Hovedgaden 51 er bevaret og fungerer i dag som kontorlokaler.

## Historie
Hørsholm Klædefabrik blev grundlagt af Jørgen Heinrich Lindloff 23. juli 1842 og blev drevet med hestekræfter. Den blev udvidet i forbindelse med introduktionen af dampmaskiner i 1874. Fabrikken vandt en guldmedalje ved den nordiske udstilling 1888 i København. Virksomheden beskæftigede 120 medarbejdere i 1940. Den lukkede i 1968.

## Eftermæle
Mens den ældste del af bygningskomplekset med adressen Hovedgaden 51 nu er ombygget til kontorlokaler, blev resten af bygningerne revet ned kort efter fabrikkens lukning i 1976. Kulturhuset Trommen er opført på grunden i 1986-1988.